# ليونيل بندر
ليونيل بندر (بالإنجليزية: Lionel Bender)‏ هو لغوي أمريكي، ولد في 18 أغسطس 1934 في Mechanicsburg, Pennsylvania ‏ في الولايات المتحدة، وتوفي في 19 فبراير 2008 في كاب جيراردو في الولايات المتحدة.